# Judolidia
Judolidia is een kevergeslacht uit de familie van de boktorren (Cerambycidae). De wetenschappelijke naam van het geslacht werd voor het eerst geldig gepubliceerd in 1936 door Plavilstshikov.

## Soorten
Judolidia omvat de volgende soorten:
- Judolidia bangi (Pic, 1901)
- Judolidia kyushuensis Kusakabe & Ohbayashi N., 1992
- Judolidia znojkoi Plavilstshikov, 1936